# LG V50 ThinQ
LG V50 ThinQ (обычно называемый LG V50) представляет собой Android-фаблет, производимый LG Electronics как часть серии LG V. Он был анонсирован в феврале 2019 года и является преемником LG V40 ThinQ.

## Характеристики

### Дизайн и оборудование

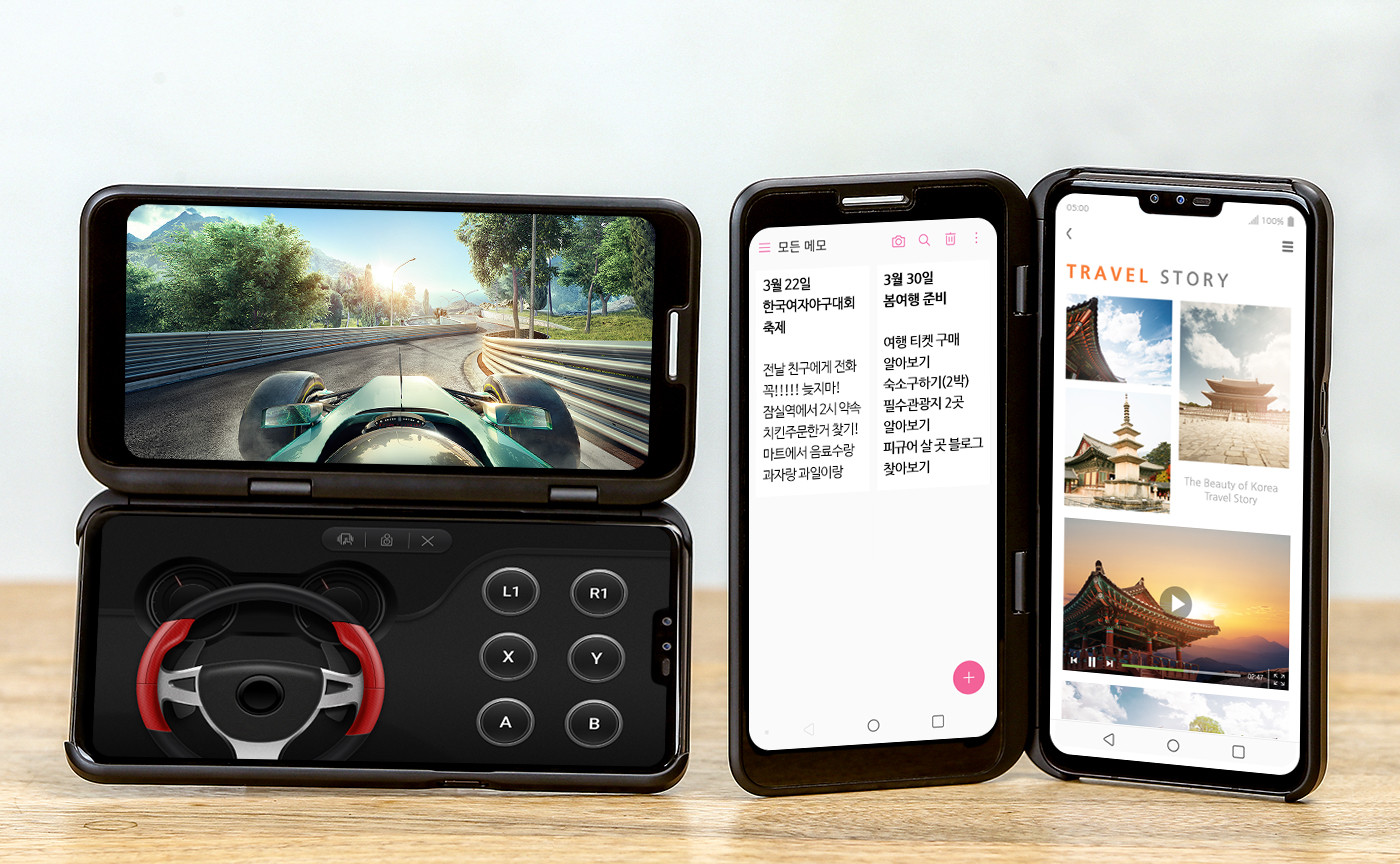
LG V50 ThinQ Dual Screen

LG V50 ThinQ во многом идентичен внешне LG V40, кроме дизайна задних трёх камер, как у LG G8 ThinQ, и логотипом 5G над ним, который светится разными цветами в зависимости от оператора связи. Как и в случае с V40 и V30, используется рама из анодированного алюминия с защитным стеклом Gorilla Glass 5 спереди и Gorilla Glass 6 сзади. В отличие от прошлых телефонов V-серии, V50 доступен только в одном цвете — New Aurora Black. V50 использует процессор Qualcomm Snapdragon 855 с графическим процессором Adreno 640 и поддерживает 5G. Он доступен с 6 ГБ оперативной памяти LPDDR4X и 128 ГБ хранилища UFS. Расширение карты MicroSD поддерживается до 1 ТБ с настройкой с одной или двумя SIM-картами. Дисплей такой же, как у V40, 6,4-дюймовый (162,6 мм) P-OLED-панель с разрешением 1440p и соотношением сторон 19,5:9. Устройство имеет стереодинамики с активным шумоподавлением и 3,5-мм аудиоразъем. Аккумулятор больше на 4000 мАч, и его можно заряжать на 18 Вт по проводу через USB-C или на 10 Вт по беспроводной связи (Qi). Биометрические опции включают емкостный (задний) датчик отпечатков пальцев и распознавание лиц. Рейтинг IP68 также присутствует. Чтобы конкурировать со складными смартфонами, устройство предлагает чехол, известный как «LG DualScreen», который содержит второй 6,2-дюймовый дисплей с разрешением 1080p. Он питается от разъемов с пружинными контактами на телефоне, но обменивается данными по беспроводной сети. Компоновка камеры также сохранена от LG V40, с основным объективом на 12 МП, телеобъективом на 12 МП и сверхширокоугольным объективом на 16 МП. Оптическая стабилизация изображения и фазовый автофокус присутствуют на основном и телеобъективах. V50 может записывать видео 4K со скоростью 30 или 60 кадров в секунду и видео 1080p со скоростью 30, 60 или 240 кадров в секунду. На передней панели устройства в вырезе расположены две камеры: основная на 8 Мп и широкоугольная на 5 Мп.

### Программное обеспечение
LG V50 поставляется с Android 9.0 «Pie» и использует интерфейс LG UX 8. Впоследствии смартфон обновился до Android 10, Android 11 и Android 12, которая стала для него последней.

## Прием
При запуске LG V50 ThinQ получил смешано-положительные отзывы критиков. Digital Trends не был впечатлен LG V50 и пришел к выводу, что «обещаний 5G может быть недостаточно, чтобы вызвать интерес к скучному LG V50 ThinQ. Чоккатту заявил, что «мы обнаружили, что качество изображения уступает конкурентам», и раскритиковал пользовательский интерфейс как «неуклюжий и загроможденный», но похвалил второй экран за «безупречный опыт». абсолютный передний край сетевых технологий, инвестировать в такой дорогой телефон 5G сейчас просто не стоит». TechRadar похвалил дисплей и универсальность камеры, но раскритиковал дизайн, назвав его устаревшим. PC Magazine положительно оценил качество звука и производительность, отметив при этом, что время автономной работы было средним, несмотря на увеличение емкости. Tom's Guide высказал аналогичные взгляды, заявив, что более высоких скоростей 5G «недостаточно, чтобы оправдать его высокую цену, особенно когда вы согласны из-за плохого времени автономной работы и устаревшего дизайна».